# Українська євангельсько-реформована церква
Українська євангельсько-реформована церква, постала 1925 в Коломиї і Станиславові з орієнтацією на західно-європейські реформовані (переважно кальвіністичні) церкви і підкресленням потреби самобутньої української церковної реформації. 
Спершу Українська євангельсько-реформована церква користувалася правною опікою німецької Євангельської церкви Авґсбурґського і Гельвецького віровизнання в Галичині, згодом — Євангельсько-реформованої церкви в Польщі, намагаючись досягти цілковитої самостійности і визнання з боку польського уряду.
До ліквідації більшовиками Українська євангельсько-реформована церква нараховувала на Західній Україні понад 35 церковних громад, 15 пасторів та мала понад 5 000 членів.
Очолював її єпископ В. Кузів. Інші діячі: П. Крат, В. Федів, В. Боровський, Т. Семенюк та інші. Часопис — місячник «Віра і Наука».
У США і Канаді є реформовані (пресвітерські) церковні громади, які продовжують духовні традиції Української євангельсько-реформованої церкви.